# William Blakely
William Faris Blakely (* November 1875 in Tenterfield, New South Wales; † 1. September 1941 in Hornsby, New South Wales) war ein australischer Botaniker. Sein botanisches Autorenkürzel lautet „Blakely“.

## Leben
Blakely wuchs in Tenterfield in ländlicher Umgebung auf. 1898 wurde er in den Jenolan Caves angestellt, begann, sich für die dortige Pflanzenwelt zu interessieren und sammelte erste Pflanzen. Davon erfuhr der damalige Direktor der königlichen Botanischen Gärten in Sydney, Joseph Maiden, und stellte ihn 1900 als Gärtner an. 1913 wurde er als botanischer Assistent zum „National Herbarium“ versetzt und blieb dort bis zu seiner Pensionierung 1940.
Unter Maiden entwickelte sich Blakely zum systematischen Botaniker und assistierte ihm bei seinem Werk über die Eukalypten. Nach seiner Pensionierung ernannte man ihn zum „Honorary Custodian“ der Eukalyptensammlung des Herbariums.
Am 1. September 1941, nur ein Jahr nach seiner Pensionierung, verstarb Blakely in Hornsby.

## Werke
Blakely veröffentlichte 1934 selbst ein Bestimmungsbuch für alle damals bekannten Arten der Gattung Eucalyptus unter dem Namen „A Key to the Eucalypts“. Nach seinem Tode wurde dieses Werk in den Jahren 1955 und 1965 erneut aufgelegt.
Auch über die Neuordnung der Familie der Riemenblumengewächse (Loranthaceae) schrieb er ein Buch und erwarb sich zudem Expertenwissen über Akazien. Auch viele Artikel über Unkräuter in der „N.S.W. Agricultural Gazette“ stammen von ihm.

## Dedikationsnamen
Joseph Maiden benannte die Eukalyptusart Eucalyptus blakelyi zu Ehren Blakelys.